# Bourdelles
 Bourdelles  là một xã thuộc tỉnh Gironde trong vùng Aquitaine tây nam nước Pháp. Xã này nằm ở khu vực có độ cao từ 7-40 mét trên mực nước biển.